# 趙秉式
趙 秉式（チョ・ビョンシク、朝: 조병식、1832年 - 1907年）は、李氏朝鮮の政治家。本貫は楊州趙氏。号は鶴坡。

## 人物
1858年に科挙の文科に及第し、1873年に従二品に昇進した。江華府留守、忠清道観察使などを歴任した。1885年には興宣大院君の帰国を請願する陳奏使の副使として清に赴き、同年11月には協弁（次席）内務府事となり、1886年には正二品に昇進し、礼曹・刑曹の各判書、督弁（主席）交渉通商事務、議政府有司堂上を歴任した。
1880年の開港以来、元山では日本商人による大豆輸出が盛んであったが、1888年に咸鏡道観察使となった趙秉式は、翌年、凶作による食糧難を理由に穀物の道外への搬出を禁止した。防穀令は伝統的な救荒政策の一つで、朝鮮が諸外国と締結した条約上も認められていたが、日本側が強硬に抗議し圧力をかけたため、朝鮮政府は同令を解除し、趙秉式は更迭された。
その後は吏曹判書を経て、1891年に従一品に昇進し、督弁（主席）内務府事などを経て、甲午改革後は外部・法部・度支部・内部の各大臣、議政府参政、駐日公使などを歴任し、1898年に正一品に昇進した。
朋党政治においては老論派に属した。